# ジャクソン郡 (アイオワ州)
ジャクソン郡 (英: Jackson County) はアメリカ合衆国アイオワ州に位置する郡である。人口は20,296人（2000年）。郡庁所在地はマクオケタである。

## 地理
アメリカ合衆国統計局によると、この郡は総面積1,683 km2 (650 mi2) である。このうち1,647 km2 (636 mi2) が陸地で35 km2 (14 mi2) が水地域である。総面積の2.10%が水地域となっている。

### 隣接する郡
- ダビューク郡  (北)
- ジョーデイビース郡 (イリノイ州)  (北東)、ミシシッピ川を超えて
- キャロル郡 (イリノイ州)  (東)、ミシシッピ川を超えて
- クリントン郡  (南)
- ジョーンズ郡  (西)

## 人口動勢
2000年国勢調査で、この郡は人口20,296人、8,078世帯、及び5,589家族が暮らしている。人口密度は12/km2 (32/mi2) である。5/km2 (14/mi2) の平均的な密度に8,949軒の住宅が建っている。この郡の人種的な構成は白人98.96%、アフリカン・アメリカン0.10%、先住民0.12%、アジア0.09%、太平洋諸島系0.11%、その他の人種0.15%、及び混血0.47%である。ここの人口の0.60%はヒスパニックまたはラテン系である。
この郡内の住民は26.00%が18歳未満の未成年、18歳以上24歳以下が7.00%、25歳以上44歳以下が26.50%、45歳以上64歳以下が23.20%、及び65歳以上が17.30%にわたっている。中央値年齢は39歳である。女性100人ごとに対して男性は97.10人である。18歳以上の女性100人ごとに対して男性は93.90人である。
この郡の世帯ごとの平均的な収入は34,529米ドルであり、家族ごとの平均的な収入は42,526米ドルである。男性は29,334米ドルに対して女性は20,577米ドルの平均的な収入がある。この郡の一人当たりの収入 (per capita income) は17,329米ドルである。人口の10.30%及び家族の7.70%は貧困線以下である。全人口のうち18歳未満の13.90%及び65歳以上の8.90%は貧困線以下の生活を送っている。

## 都市及び町
| - マクオケタ（郡庁所在地） - アンドルー (Andrew) - ボールドウィン (Baldwin) - スプリングブロック (Springbrook) - Bellevue - Canton - La Motte | - Miles - Monmouth - Preston - Sabula - Spragueville - St. Donatus |

### 郡区
- ベルビュー郡区
- ブランドン郡区
- バトラー郡区
- フェアフィールド郡区
- ファーマーズクリーク郡区
- アイオワ郡区
- ジャクソン郡区
- マコケタ郡区
- モンマス郡区
- オタークリーク郡区
- ペリー郡区
- プレーリースプリングス郡区
- リッチランド郡区
- サウスフォーク郡区
- テテデモート郡区
- ユニオン郡区
- ヴァンビューレン郡区
- ワシントン郡区